# Kallima cynailurus
Kallima cynailurus är en fjärilsart som beskrevs av Hans Fruhstorfer 1915. Kallima cynailurus ingår i släktet Kallima och familjen praktfjärilar. Inga underarter finns listade i Catalogue of Life.